# 찰리 로즈

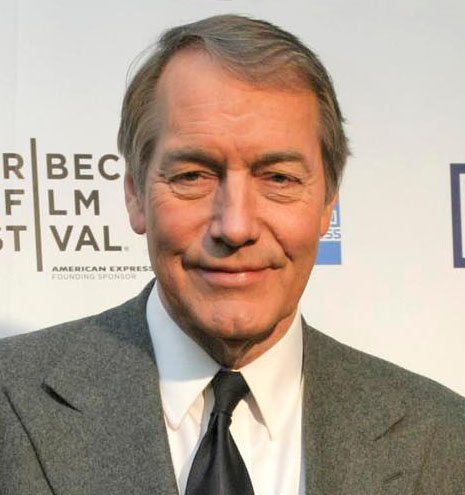
찰리 로즈

찰리 로즈(Charlie Rose, 1942년 1월 5일 ~ )는 미국의 텔레비전 진행자 및 언론인이다.